# Zwegapin United Football Club
O Zwegapin United Football Club é um clube de futebol com sede em Hpa-An, Myanmar. A equipe compete no Campeonato Birmanês de Futebol.

## História
O clube foi fundado em 2010.